# Annelore Zückert
Annelore Zückert (* 5. Februar 1925 in Gartenau, Stadtgemeinde Hallein; † 29. September 2009 in St. Leonhard, Marktgemeinde Grödig) war eine österreichische Skirennläuferin. Sie feierte in den Jahren nach dem Zweiten Weltkrieg zahlreiche Siege bei internationalen Rennen und wurde viermal österreichische Meisterin.

## Biografie
Erste Rennen fuhr Zückert schon Anfang der 1930er-Jahre beim Skiclub Grödig. 1941 wurde sie Reichsjugendmeisterin im Slalom. Als nach Ende des Zweiten Weltkrieges wieder vermehrt Skirennen abgehalten wurden, gehörte sie bereits zur nationalen Spitze. Zwar waren die österreichischen Skirennläufer im ersten Nachkriegswinter noch von der Teilnahme an Wettkämpfen im Ausland ausgeschlossen, doch bei den inoffiziellen österreichischen Meisterschaften, den Bundesvergleichskämpfen im Februar 1946 in Eisenerz, gewann sie Slalom und Kombination.
Der erste wichtige Sieg im Ausland gelang ihr 1947 beim Dreipistenrennen in Arosa. Im selben Winter gewann sie auch die Kombination des Hahnenkammrennens in Kitzbühel (in Slalom und Abfahrt wurde sie jeweils Zweite), die Abfahrt des Sonnblickrennens vom Hohen Sonnblick nach Kolm-Saigurn sowie einen Slalom in Seefeld in Tirol. Zudem gewann sie den Titel in der Kombination, als im Februar 1947 in Tschagguns die ersten offiziellen Meisterschaften von Österreich nach dem Zweiten Weltkrieg ausgetragen wurden.
Im nächsten Winter blieben weitere Siege und Podestplätze allerdings aus, dennoch konnte sie sich für die Olympischen Winterspiele 1948 in St. Moritz qualifizieren. Durch eine Verletzung behindert kam sie dort allerdings nur auf den 16. Platz in der Abfahrt, während sie im Slalom im ersten Durchgang disqualifiziert wurde. Zwei Wochen nach den olympischen Wettkämpfen feierte sie bei den österreichischen Meisterschaften in Bad Hofgastein den einzigen Sieg des Winters, als sie vor Hilde Doleschell den erstmals ausgetragenen Riesenslalom gewann, welcher jedoch als Demonstrationswettbewerb noch nicht offizieller Teil der Meisterschaften war. Größere Erfolge blieben ihr auch im Winter 1949 verwehrt. Nach einem Sieg im Slalom der Salzburger Landesmeisterschaften in Zell am See erlitt sie beim freien Skifahren einen Beinbruch, weshalb die Saison für sie schon frühzeitig zu Ende war.
Im Winter 1949/1950 fand Zückert wieder zu alten Leistungen zurück. Zwar gelang ihr zunächst nicht die mannschaftsinterne Qualifikation für die Weltmeisterschaften 1950 in Aspen, doch im weiteren Verlaufe der Saison feierte sie zahlreiche Siege, unter anderem im Slalom der SDS-Rennen in Grindelwald, in Abfahrt, Slalom und Kombination von St. Moritz, in Slalom, Riesenslalom und Kombination von Auron und im Riesenslalom des Glocknerrennens am Großglockner. Ebenso gewann sie alle Disziplinen (Slalom, Abfahrt und Kombination) bei den österreichischen Meisterschaften in Bad Aussee. Bei den Arlberg-Kandahar-Rennen in Mürren wurde sie Zweite im Slalom sowie Fünfte in der Abfahrt und Vierte in der Kombination. 
Nach diesem erfolgreichen Jahr nahm Zückert im Winter 1951/1952 nicht mehr an allen Rennen teil. Podestplätze blieben weitgehend aus, mit Ausnahme eines dritten Platzes im Slalom von Seefeld sowie zwei Siegen im Riesenslalom von Popova Šapka und in der Kombination des Šar-Planina-Cups in Jugoslawien. Vorübergehend hat sie in diesem Winter auch die jugoslawische Nationalmannschaft trainiert. Ihre letzten Rennen fuhr Zückert im Winter 1951/1952. Allerdings erzielte sie international keine vorderen Platzierungen mehr und verpasste auch klar die Einberufung in das österreichische Olympiateam für Oslo 1952.
Nach dem Ende ihrer Skikarriere arbeitete Zückert als Krankengymnastin in Bad Gastein. Bereits während des Zweiten Weltkrieges hatte sie als Heilgymnastin verwundete Soldaten betreut. Nach ihrer Heirat im Jahr 1956 mit dem Kaufmann Rudolf Zrost, der ein Bäckereiunternehmen besaß, sowie der Geburt zweier Kinder in den nächsten beiden Jahren, zog sie sich ins Privatleben zurück und führte den Haushalt. Ihr 1957 geborener Sohn Rudolf Vinzenz Zrost absolvierte nach einer Bäckerlehre im elterlichen Betrieb ein Studium der Betriebswirtschaft an der Universität Innsbruck, ist seit 1997 Geschäftsführer der Zementwerk Leube GmbH und seit 2007 Präsident der Salzburger Industriellenvereinigung. Eine Tochter kam 1958 zur Welt. Mit dem Skisport blieb Zückert weiterhin in Verbindung. Noch bis kurz vor ihrem Tod stand sie selbst auf Skiern. 1959 wurde sie zum ersten Ehrenmitglied des SC Grödig ernannt.

## Erfolge

### Olympische Winterspiele
(zählten zugleich als Weltmeisterschaften)
- St. Moritz 1948: 16. Abfahrt

### Österreichische Meisterschaften
- Vierfache österreichische Meisterin:
  - Kombination 1947 und 1950
  - Abfahrt 1950
  - Slalom 1950

### Siege in FIS-Rennen
- Slalom in Seefeld in Tirol 1947
- Abfahrt des Dreipistenrennens in Arosa 1947
- Kombination des Hahnenkammrennens in Kitzbühel 1947
- Abfahrt des Sonnblickrennens 1947
- Slalom der SDS-Rennen in Grindelwald 1950
- Abfahrt, Slalom und Kombination um das Weiße Band in St. Moritz 1950
- Slalom in Bad Wiessee 1950
- Riesenslalom des Glocknerrennens 1950
- Riesenslalom in Planica 1950
- Riesenslalom in Popova Šapka 1951
- Kombination des Šar-Planina-Cups 1951